# María Elena Walsh
María Elena Walsh, född 	1 februari 1930 i Ramos Mejía i La Matanza, död 10 januari 2011 i Buenos Aires, var en argentinsk poet. 

## Verk
- Otoño imperdonable (1947)
- Apenas Viaje (1948)
- Baladas con Ángel (1951)
- Casi Milagro  (1958)
- Hecho a Mano (1965)
- Juguemos en el mundo  (1971)
- La Sirena y el Capitán - 1974
- Cancionero contra el Mal de Ojo (1976)
- Los Poemas (1982)
- Novios de Antaño(1990)
- Desventuras en el País-Jardín-de-Infantes (1993)
- Hotel Pioho's Palace (2002)
- Fantasmas en el Parque (2008)

Barnböcker
- La Mona Jacinta (1960)
- La Familia Polillal (1960)
- Tutú Marambá (1960)
- Circo de Bichos (1961)
- Tres Morrongos (1961)
- El Reino del Revés (1965)
- Zoo Loco (1965)
- Cuentopos de Gulubú (1966)
- Dailán Kifki (1966)
- Versos para Cebollitas (1966)
- Versos Folklóricos para Cebollitas (1967)
- Aire Libre (1967)
- Versos Tradicionales para Cebollitas (1967)
- El Diablo Inglés (1970)
- Angelito (1974)
- El País de la Geometría (1974)
- Chaucha y Palito (1977)
- Veo Veo (1984)
- Bisa Vuela (1985)
- Los Glegos (1987)
- La Nube Traicionera (1989)